# Netelia natalensis
Netelia natalensis là một loài tò vò trong họ Ichneumonidae.